# Sandpåskrislav
Sandpåskrislav (Stereocaulon glareosum) är en lavart som först beskrevs av Savicz, och fick sitt nu gällande namn av Hugo Magnusson. Sandpåskrislav ingår i släktet Stereocaulon och familjen Stereocaulaceae.  Arten är reproducerande i Sverige. Inga underarter finns listade i Catalogue of Life.